# Borovice dlouhověká
Borovice dlouhověká (Pinus longaeva) je severoamerická pětijehličná borovice s proměnlivou rychlostí a typem růstu a velkou snášenlivostí k extrémním přírodním podmínkám, dožívající se nejvyššího známého věku ze všech neklonovaných rostlin na světě. Synonyma Pinus aristata syn. longaeva,
- Pinus aristata var. longaeva[3][4]

## Popis
Stálezelený, jehličnatý, jednodomý, větrosprašný strom, vysoce odolný proti extrémnímu suchu, dorůstající do výšky 18 m. Ve vysokohorských podmínkách, někdy také v důsledku velmi silných a mrazivých větrů zakrnělý a pokroucený, výšky jen pod 9 m, dorůstající a odspodu velmi hustý keř (takzvaný „Krummholz“, výraz pochází z němčiny, krumm = křivý, ohnutý, křivolaký a holz = dřevo, les, dohromady tedy křivý les nebo křivé dřevo a tak podobně). Strom se dožívá nejvyššího známého věku ze všech neklonových, pohlavně se rozmnožujících rostlin na světě, nejstarší stromy se dokáží dožít přes 5000 let. Rychlost růstu borovice Pinus longaeva je velmi proměnlivá, přímo se odvíjející od podmínek, ve kterých strom roste. V nepříznivých podmínkách roste velmi pomalu, asi 15 cm za 40 let, po dosažení maximální výšky strom přestane růst do výšky, ale kmen dále sílí do šířky. Kmen stromu bývá jak jednotlivý, tak též násobný, a dosahuje průměru do 2 m. Kořenový systém stromu je z většiny velmi rozvětvený a mělký, účinně zajišťující a maximalizující vstřebávání vody pro strom, několik velkých a rozvětvených kořenů poskytuje stromu statickou oporu.
Větve jsou pokroucené a sklánějí se. Koruna je nepravidelná nebo zaoblená či zploštělá, silně se zužující. Borka je u mladých stromů tenká, hladká a šedobílá, u starších stromů pak červenohnědá, mělce až hluboce rozpraskaná do tlustých, šupinovitých, nepravidelných a hranatých brázd; borka borovice Pinus longaeva nedosahuje takové tloušťky jako u borovice Pinus balfouriana, odolnost Pinus longaeva proti ohni není proto vysoká, odolá pouze lehčím požárům, požár koruny strom zahubí. Letorosty jsou zprvu bledě červenohnědé, později šedé nebo žlutošedé, pokryté měkkými chlupy. Pupeny jsou vejčitě se zužující, bledě červenohnědé, 10 mm dlouhé, pokryté hnědými šupinami, pryskyřičnaté. Jehlice jsou ohnuté vzhůru, tmavozelenožluté, voskovité a pokryté bílými tečkami zaschlé pryskyřice či s bledými šupinami; vosk a tlustá pokožka jehlic snižují odpar vody a pomáhají stromu udržet vodu v suchých podmínkách; jehlice jsou ve svazečcích (Fasciculus) po 5 ; jehlice jsou 1,5-4 cm dlouhé a 0,8-1,2 mm široké; spodní povrchy jehlic, postrádající středovou rýhu, mají na svých površích 2 podpokožkové (Subepidermální) pryskyřičné kanálky (pásky), zatímco horní povrchy nesou výrazně bílé průduchy (Stomata); okraje jehlic jsou celé nebo mírně a jemně distálně nepatrně vroubkované; špičky jehlic jsou otupeně ostré až krátce se zašpičaťující; svazečkové pochvy jsou 1 cm dlouhé, zanedlouho tvoří růžice a potom brzy opadávají; jehlice zůstávají na stromě 10-43 let a jsou funkční a schopné fotosyntézy a řízení odparu vody i po 35 letech. Samčí (pylové) šištice (Microstrobilus) jsou elipsovitě válcovité, 7–12 mm dlouhé a purpurovočervené. Samičí (semenné) šištice – šišky (Megastrobilus) jsou souměrné, rozevíravé, kopinatě válcovité, téměř přirostlé, se zaoblenou základnou před rozevřením, po rozevření jsou kopinatě válcovité až úzce vejčité; 5–14 cm dlouhé, zprvu purpurové, později červenohnědé, vyskytují se po jedné nebo v přeslenech po 2 ; šišky dozrávají 2 roky, potom uvolní semena a brzy opadávají. Výrůstky (Apophysis) jsou velmi ztluštělé, s ostrým kýlem. Přírůstek prvního roku (Umbo) je středový, vyvýšený na nízké opoře, zkrácený nebo podepřený středovým stonkem, náhle se zužující nebo štíhlý a tuhý, s proměnlivě 1–6 mm dlouhým trnem, s bledým pryskyřičným výměškem. Semena jsou elipsovitě obvejčitá, 5–8 mm dlouhá, bledě hnědá s tmavočervenými skvrnami. Křídla semen jsou 10–12 mm dlouhá. Semena jsou rozšiřována větrem.

## Tajemství dlouhověkosti stromu
Podle některých teorií souvisí dlouhověkost stromu s nepřátelským prostředím, ve kterém strom roste. Vysoký poměr mrtvého a živého dřeva omezuje respiraci a vodní ztráty, čímž se prodlužuje životnost stromu. Extrémně nepřátelské vysokohorské a suché prostředí též nesvědčí hmyzu a houbám, z nichž některé druhy by mohly stromu škodit. Dlouho existující a fungující jehličí způsobuje, že přidání jehlic nových nestojí strom příliš mnoho energie, trvanlivé jehlice mají navíc stabilní fotosyntetickou schopnost, která stromu pomáhá v náročných podmínkách. Jinou zajímavou schopností hospodařit s energií a živinami v extrémních klimatických podmínkách je, že strom nechá úplně odumřít své (ohněm, suchem, bleskem, vichřicí) poškozené části, aby je nemusel dále vyživovat a mohl se soustředit na výživu částí nepoškozených (kterým se potom naopak ještě více daří). Důležitou předností stromu je jeho velmi husté a pryskyřičnaté dřevo, které spolehlivě zastavuje útoky různých patogenů (bakterie, houby, hmyz, parazitické rostliny a další). Velmi suchý vzduch v oblastech výskytu stromu pomáhá zabránit vyhnívání stromu, na druhou stranu může strom v extrémních případech zabít jeho přílišným vysušením. Nejstarší stromy rostou v nechráněných polohách, daleko od sebe a v půdách (dolomitového původu), ve kterých nedokáže růst téměř žádná jiná rostlina; navíc trvanlivé jehlice nevytvářejí téměř žádnou nastýlku (pokryv půdy organickým materiálem). To vše přispívá k minimalizaci rizika vzniku požáru a zejména jeho šíření.
V neposlední řadě je podivuhodná schopnost i těch nejstarších jedinců vytvářet šišky se životaschopnými semeny.
Nejstarší borovice Pinus longaeva dosáhla v roce 2012 stáří zhruba 5060 let. Není záměrně pojmenována a její přesné umístění v horském pásmu White Mountains ve státě Kalifornie v USA je utajeno z důvodu ochrany před vandalismem.

## Příbuznost
Borovice dlouhověká Pinus longaeva, borovice osinatá Pinus aristata a borovice Balfourova Pinus balfouriana mají společné předchůdce, jsou tedy blízce příbuzné. Do roku 1970 byly borovice dlouhověká Pinus longaeva a borovice osinatá Pinus aristata považovány za stejný druh, proto je v některých starších zdrojích Pinus longaeva uváděna jako varieta borovice osinaté Pinus aristata, to znamená: Pinus aristata varieta longaeva, nicméně amatérský botanik D.K.Bailey objevil natolik velké rozdíly v jehlicích a v šiškách, které zplnomocnily nový samostatný druh borovice: Pinus longaeva; borovice Pinus longaeva má na spodních površích jehlic 2 nepřerušované podpokožkové (Subepidermální) pryskyřičné kanálky, zatímco borovice osinatá Pinus aristata má na jehlicích malé bílé pryskyřičné skvrny, navíc jsou jehlice borovice osinaté Pinus aristata obvykle užší a ostřejší, než u borovic Pinus longaeva a Pinus balfouriana, a mají téměř vždy úzkou středovou rýhu na svých spodních površích. Od Pinus balfouriana se Pinus longaeva liší také rozdílnými základnami šišek a vlastnostmi šupin šišek.

## Výskyt
Domovinou druhu jsou Spojené státy americké (státy Kalifornie, Nevada a Utah).

## Ekologie
Borovice dlouhověká je horský až vysokohorský strom, tvořící porosty až k horní hranici lesa. Strom roste v těchto nadmořských výškách: Kalifornie: 2200-3700 m, Nevada: 2400-3300 m a Utah: 2195-3265 m. Pinus longaeva roste na strmých horských svazích se sklonem v rozmezí 10–50 % a na horských hřebenech. Borovice Pinus longaeva nesnáší stín, neuchytne se ve velmi hustých lesních porostech. Půdy jsou mělké leptosoly (typu litozem), vzniklé hlavně z vápence a dolomitu a občas také z pískovce a kvarcitu, jsou chudé na živiny a zásadité půdní reakce, pH půdy je v rozmezí 6–8 . Klima je zde suché, s chladnými zimami (teploty v lednu kolem – 18 °C) a suchými, horkými léty (teploty v červenci kolem 34 °C) s ročními srážkami v rozmezí 300–600 mm, vanou zde velmi silné větry a je zde velká intenzita slunečního záření. Pinus longaeva tvoří jak samostatné porosty, tak též porosty smíšené, kde je velmi často převládajícím druhem spolu s borovicí ohebnou Pinus flexilis, v nižších nadmořských výškách roste spolu s borovicí Pinus monophylla, na půdách mesických s topolem osikovitým Populus tremuloides, ve východní Nevadě a Utahu také se smrkem Engelmannovým Picea engelmannii, jedlí plstnatoplodou Abies lasiocarpa, jedlí ojíněnou Abies concolor varieta concolor a douglaskou tisolistou sivou Pseudotsuga menziesii varieta glauca. Podrost je řídký, z keřů tvořený například pelyňky Artemisia tridentata a Artemisia arbuscula, meruzalkou Ribes cereum, oháňkovníkem Cercocarpus ledifolius a dalšími, z bylin například se smělkem štíhlým Koeleria macrantha, pýrovníkem Elymus elymoides, písečnicí Arenaria kingii, bylině či keři z čeledi jirnicovitých Polemoniaceae – Leptodactylon pungens. Borovice Pinus longaeva poskytuje domov, životní prostředí a potravu mnoha druhům zvířat: ořešníku americkému Nucifraga columbiana, strnadci zimnímu Junco hyemalis, salašníku horskému Sialia currucoides, také různým brhlíkům, ptákům z čeledi pěnkavovitých, sýkorám, zemním veverkám a dalším. Mulám v Utahu připadá strom nepoživatelný.

## Nepřátelé a nemoci
Na strom občas útočí lýkohub Dendroctonus ponderosae. V jižní Nevadě a Utahu je strom občas napadán trpasličím jmelím Arceuthobium camylopodum. Pinus longaeva je sice náchylná k infekci rzí vejmutovkovou (Cronartium ribicola), nicméně současně má strom proti této houbě vysokou odolnost a navíc suché prostředí brání rzi se účinně šířit. V místech, kde dojde k poškození rzí, je třeba vysazovat vůči rzi co nejodolnější semenáče stromu.

## Přátelé
Půdy dolomitového původu a nepřátelské vysokohorské prostředí.

## Využití člověkem
Dřevo této borovice je tvrdší a hustější, než u většiny jehličnanů, kolem roku 1860 byl strom kácen pro dřevo, používané ve stavebnictví a při stavbě dolů. Dnes již není Pinus longaeva pro dřevo komerčně využívána. V minulosti využívána též jako vánoční stromek.
Pinus longaeva má, pro svou dlouhověkost, obrovský význam v dendrochronologii, například při zkoumání klimatických změn v průběhu tisíců let. Dnes jsou také lesy borovice Pinus longaeva oblíbeným místem pro rekreaci.

## Význam v přírodě
Strom poskytuje úkryt a životní prostředí mnoha zvířatům v místech, kde žádná jiná vegetace není schopná se uchytit a růst.

## Ohrožení
Strom není považován za ohrožený, stav jeho populace je stabilní, nicméně některé populace v Kalifornii jsou považovány za zranitelné pro jejich nízký počet a/nebo malou velikost. Strom je aktivně chráněn a kácení a sběr dřeva je zakázán na státní nebo federální úrovni. Většina stanovišť a subpopulací Pinus longaeva je v chráněných oblastech a některé chráněné oblasti byly za účelem ochrany této borovice vytvořeny. Probíhají programy Ex situ provádějící konzervaci genů stromu, kdy jsou semena a pyl stromu uchovávány v chladu. Vliv současných a budoucích klimatických změn (a na ně navazující migrace hmyzu, patogenů, množství srážek, změny teploty a další) na život a přežití tohoto úžasného druhu není příliš jasný a bude vyžadovat další zkoumání.

## Galerie

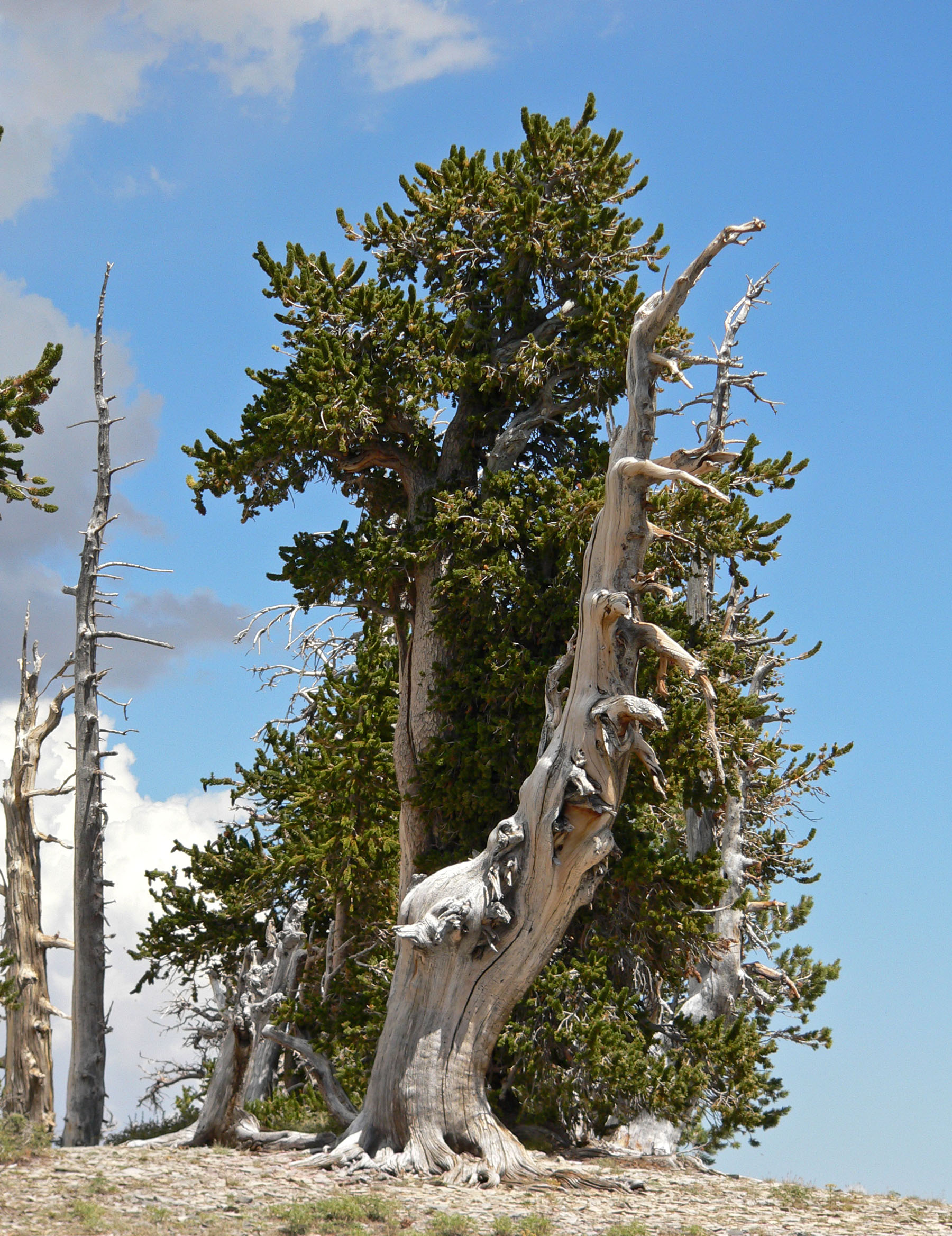
Pinus longaeva v nadmořské výšce kolem 3300 m, blízko hory Griffith Peak, v horském pásmu Spring Mountains, v okresu Clark County, ve státě Nevada, USA
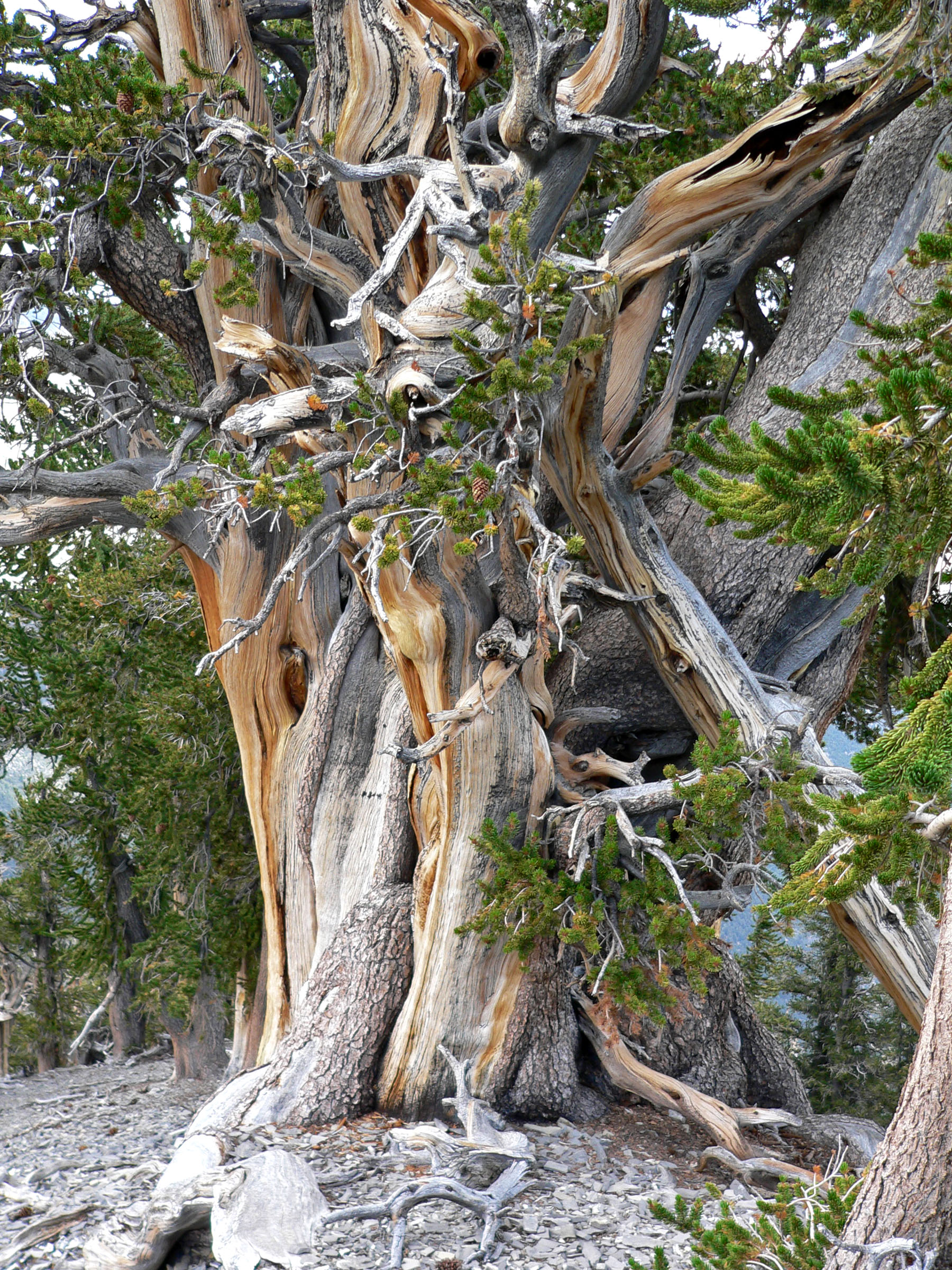
Tamtéž
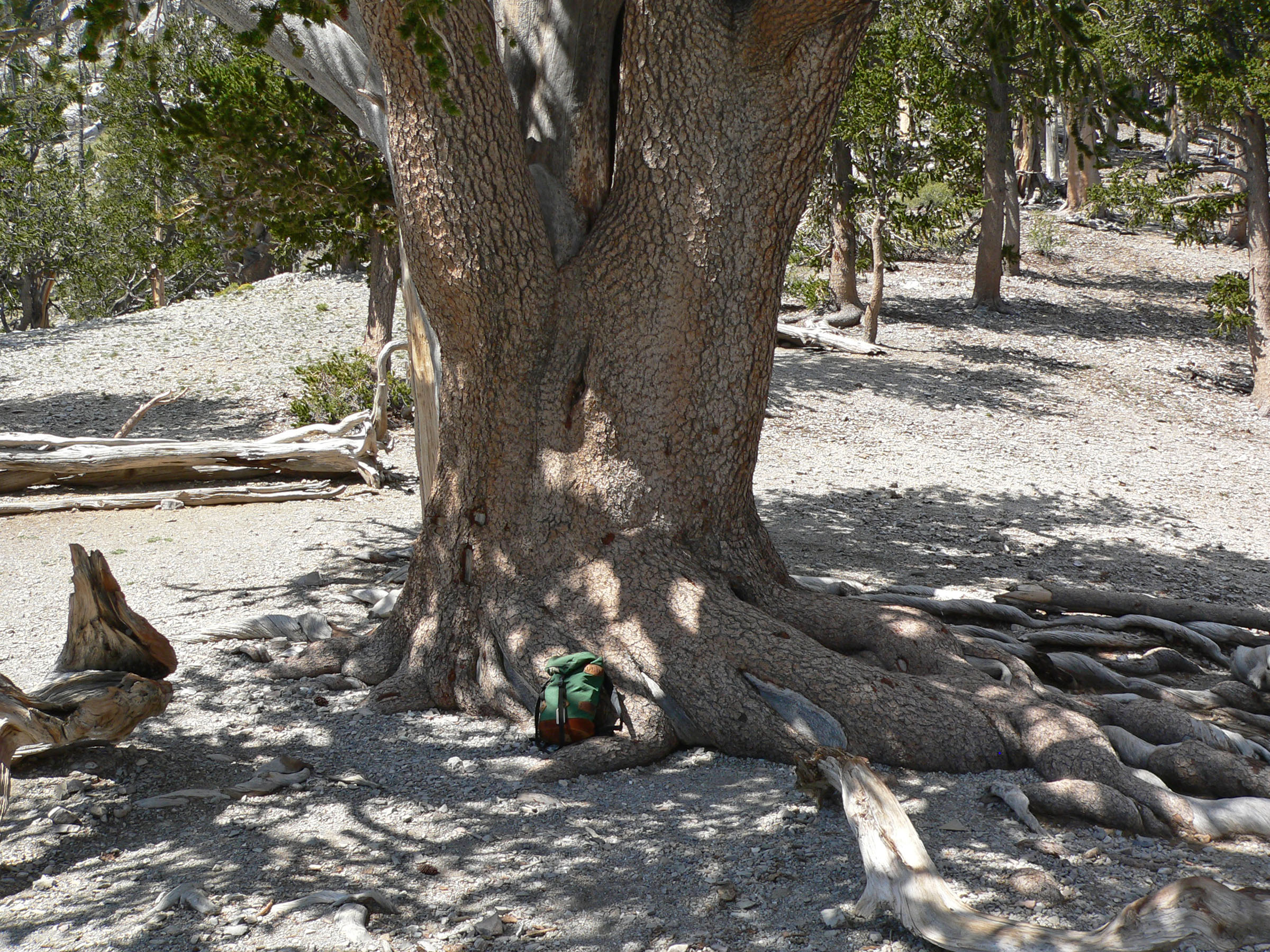
Detail kmene
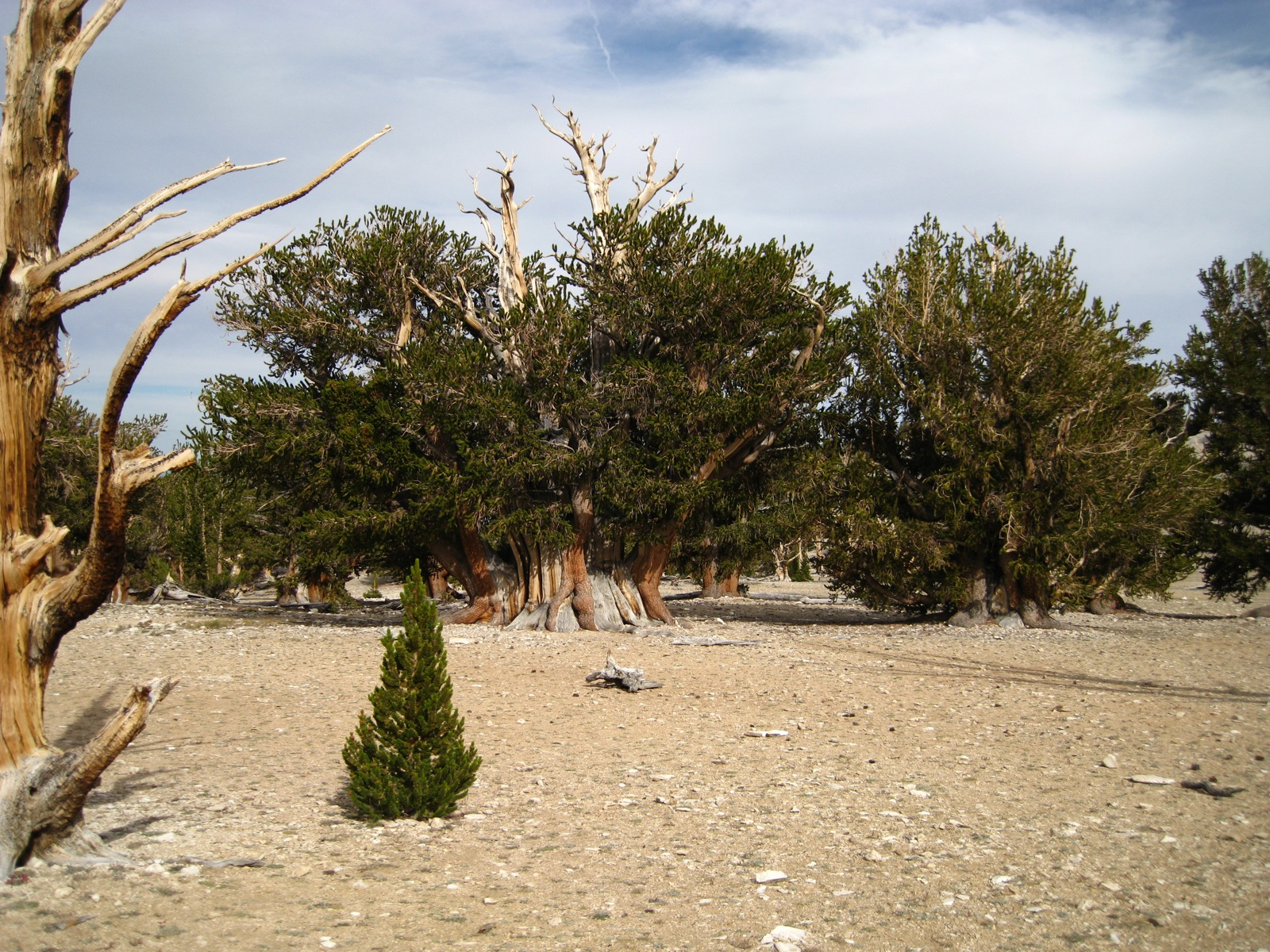
Největší jedinec borovice Pinus longaeva na světě,[7] pojmenovaný The Patriarch Tree – Strom Patriarcha, v horském pásmu White Mountains of California, v Národním lese (les pod federální správou, který, na rozdíl od národního parku, nepodléhá, nebo částečně podléhá, ochraně) Inyo National Forest, ve státě Kalifornie, v USA.
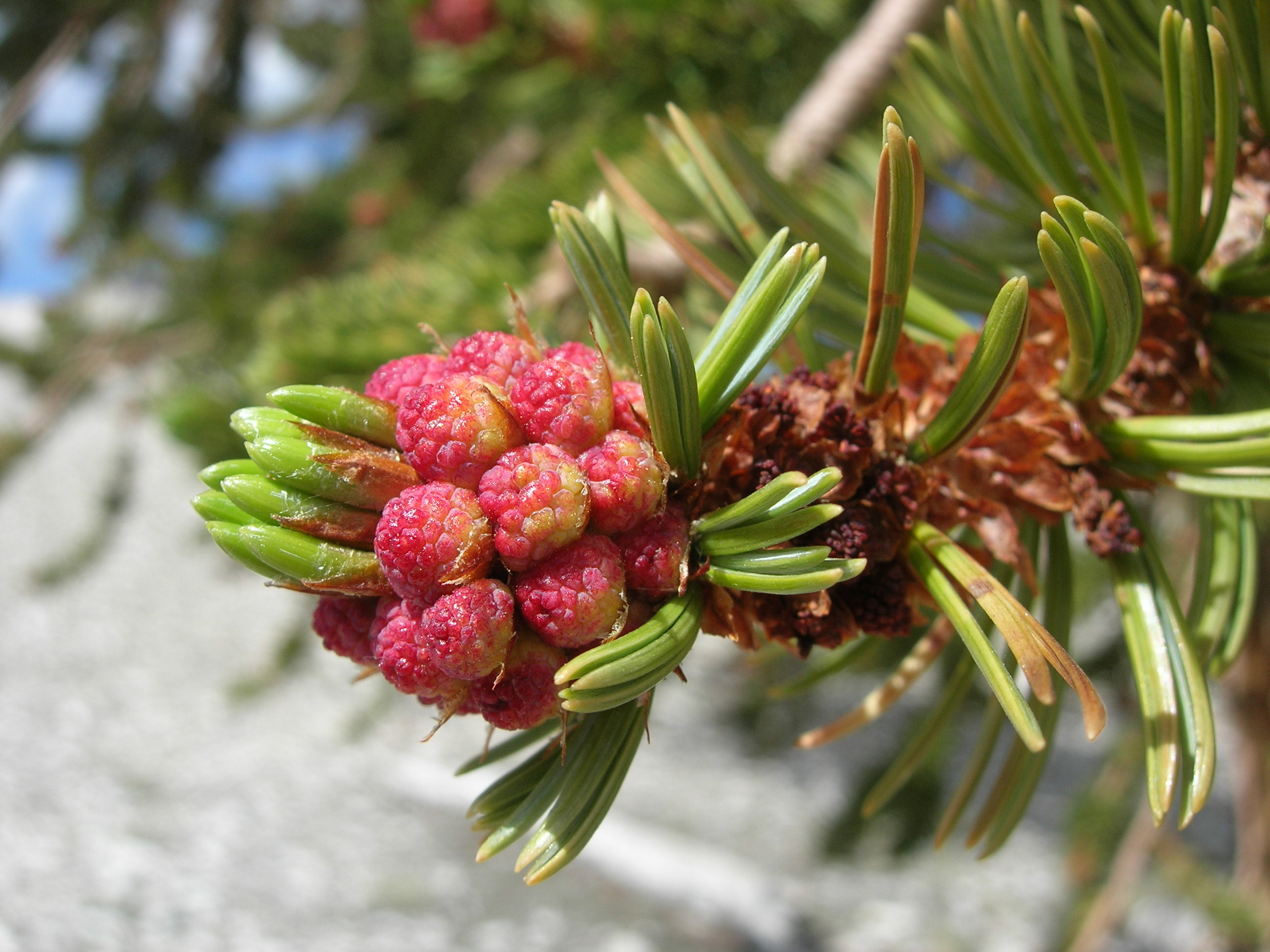
Detail samčích pylových šištic a pěti jehlic ve svazečku, v horském pásmu White Mountains, ve státě Kalifornie, v USA.
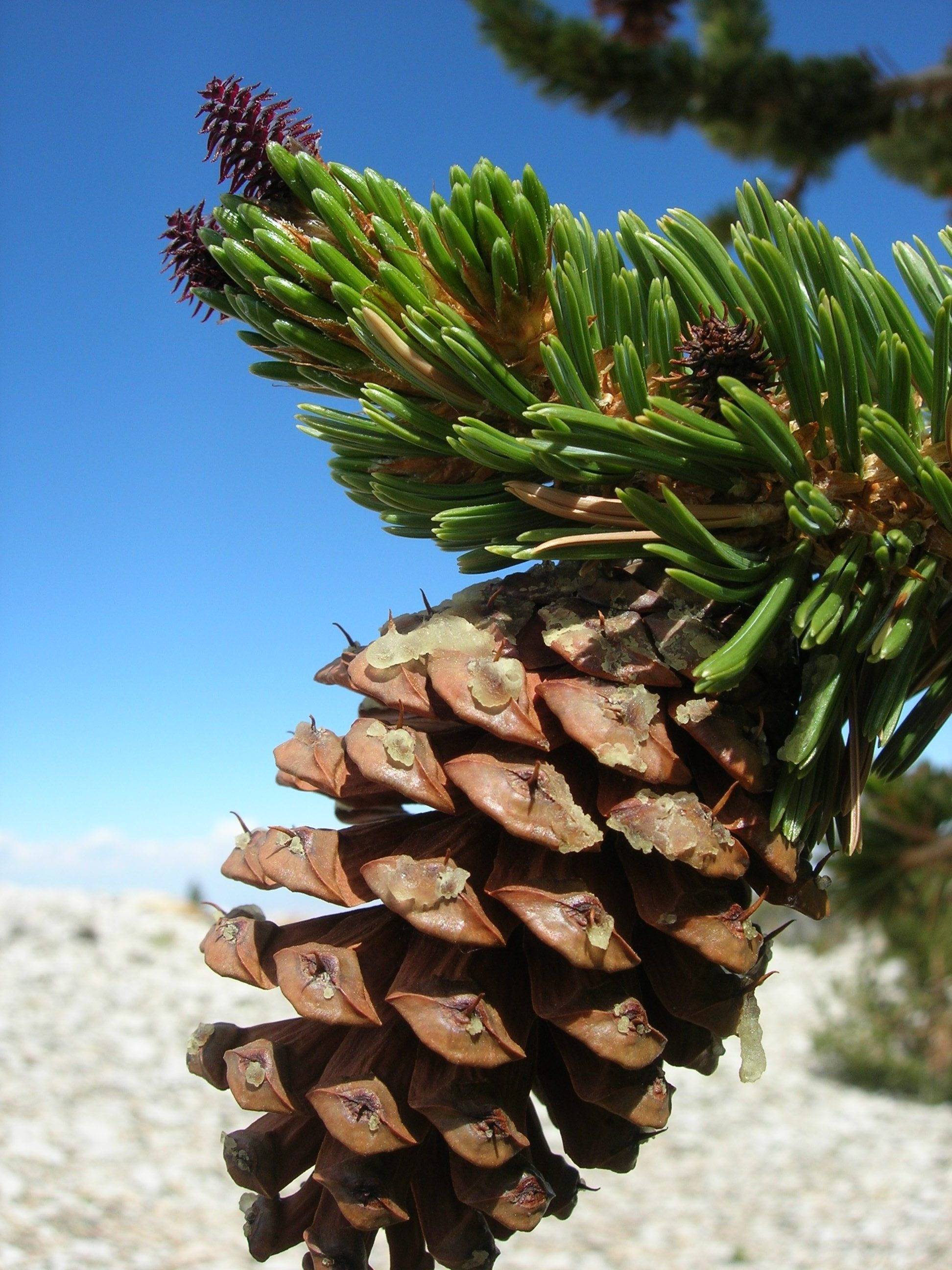
Samičí šištice- šišky, dole zralé šišky, nahoře nezralé, mladé šišky, v horském pásmu White Mountains, ve státě Kalifornie, v USA.
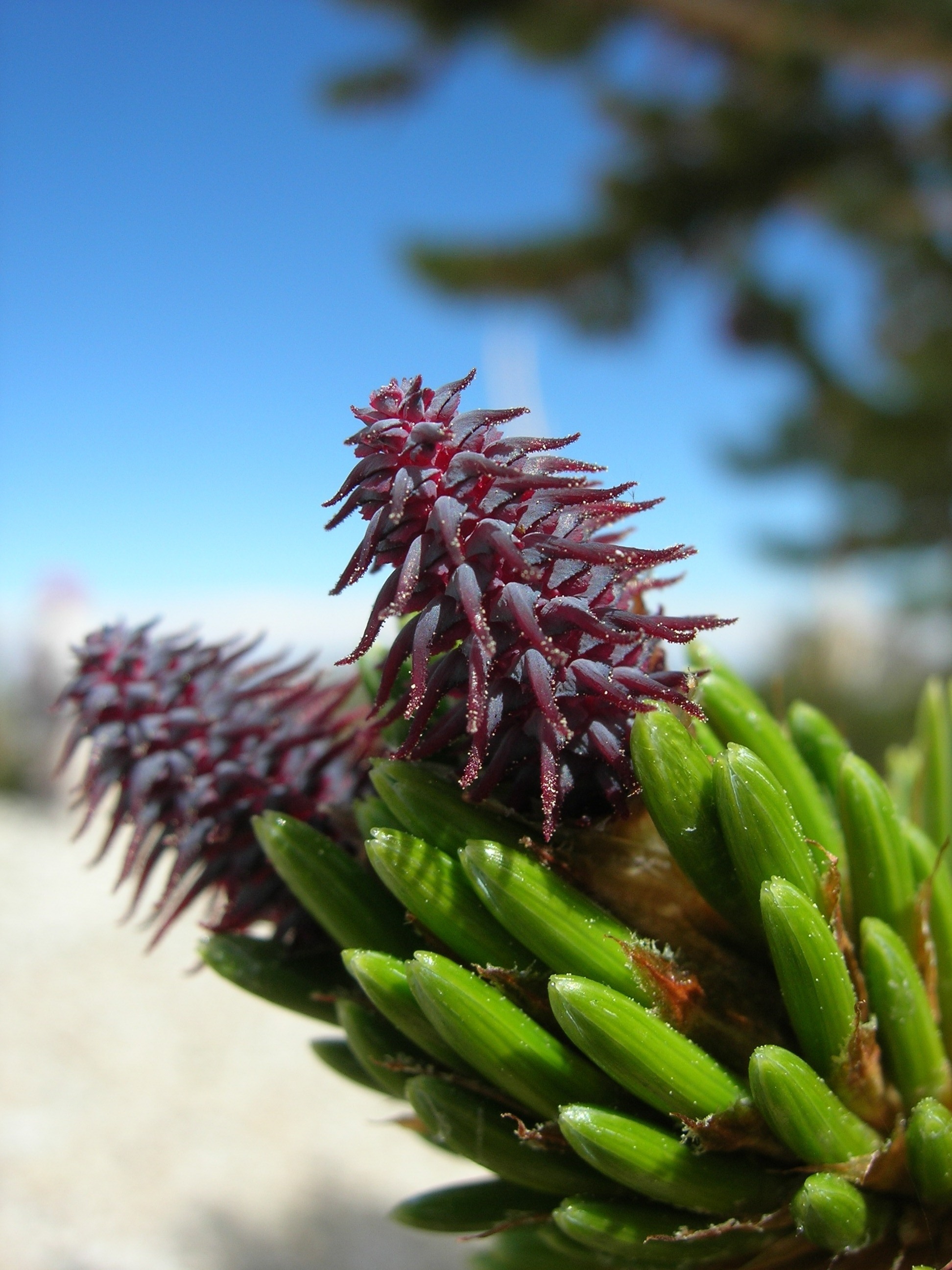
Nové mladé samičí šištice – detail, v horském pásmu White Mountains, ve státě Kalifornie, v USA.